# Pacto das Quatro Potências
O Pacto das Quatro Potências, também conhecido como Acordo Quadripartite, foi um tratado internacional entre Grã-Bretanha, França, Itália e Alemanha nazista que foi rubricado em 7 de junho de 1933 e assinado em 15 de julho de 1933 no Palazzo Venezia, em Roma. O Pacto não foi ratificado pelo Parlamento francês.

## Antecedentes
No contexto da Grande Depressão e da ascensão nazista ao poder, Benito Mussolini pediu a criação do Pacto das Quatro Potências em 19 de março de 1933 como um meio melhor de garantir a segurança internacional. Sob o plano, as nações menores teriam menos voz na política das grandes potências. Representantes da Grã-Bretanha, França, Alemanha e Itália assinaram uma versão diluída da proposta do Pacto das Quatro Potências de Mussolini.
O principal motivo de Mussolini ao sugerir o pacto foi seu desejo de relações mais estreitas com a França. Embora o propósito de Mussolini possa ter sido acalmar os nervos da Europa, o pacto na verdade causou o resultado oposto. Reafirmou a adesão de cada país ao Pacto da Liga das Nações, aos Tratados de Locarno e ao Pacto Kellogg-Briand.
O pacto pretendia ser a solução para a questão dos poderes soberanos se unirem e operarem de forma ordenada, que havia sido o objetivo da Liga das Nações. O objetivo de Mussolini era reduzir o poder dos pequenos estados da Liga das Nações por um bloco de grandes potências.
O Pacto dos Quatro Poderes teve pouco significado, mas não foi completamente desprovido de mérito. O Pacto das Quatro Potências deveria ser uma solução para o equilíbrio de poder, que era de interesse para a Itália e também para os britânicos.

## Resultado
O documento assinado tinha pouca semelhança com a proposta inicial. Na prática, o Pacto das Quatro Potências provou ter pouca importância nos assuntos internacionais, mas foi um dos fatores que contribuíram para o Pacto de Não Agressão Alemão-Polonês de 1934.
Argumentou-se que o Pacto das Quatro Potências poderia ter salvaguardado o equilíbrio de poder europeu com a esperança de equilibrar a paz e a segurança na Europa. No entanto, a Grande Depressão foi abrangente na Europa, e a ascensão de Hitler ao poder também torna a ideia improvável. A dependência da Polônia em relação à França foi enfraquecida. O pacto prejudicou as alianças francesas com os países do Leste Europeu.

## Papel de Hitler
A ascensão de Adolf Hitler ao poder foi uma razão adequada para propor arranjos alternativos de poder. No entanto, o que começou como uma alternativa à Liga das Nações terminou como uma reafirmação da devoção a essa instituição falida. Hitler estava disposto a aceitar o triunfo gratuito da morte da Liga das Nações. O pacto logo falhou, mas a Grã-Bretanha, em particular, não descartou facilmente a ideia do Pacto. A saída da Alemanha da Liga suspendeu o Pacto.

## Literatura
- Francesco Salata: Il patto Mussolini, Milan, Mondadori, 1933.